# 樂高：哈比人歷險記
《樂高：哈比人歷險記》是一款動作冒險電子遊戲，由華納兄弟互動娛樂於2014年4月8日在北美發布，4月11日在歐洲發布。為《樂高魔戒》的續作，劇情改編自《哈比人》電影的前兩部《哈比人：意外旅程》和《哈比人：荒谷惡龍》。
遊戲所探索的地點包括袋底洞、哈比屯、迷霧山脈、哥布林鎮、幽暗密林、瑞文戴爾和孤山等。旁白由克里斯多福·李（在電影中飾演薩魯曼的演員）擔任。

## 劇情
劇情與《哈比人：意外旅程》與《哈比人：荒谷惡龍》電影劇情十分接近，但遊戲開發人員修改了些許電影劇情，使之更能配合遊戲章節。

## 評論
遊戲獲得了不少正面評價，但也受到了一些批評。

## 外部連結
- 互联网电影数据库（IMDb）上《樂高：哈比人歷險記》的资料（英文）